# لويس فلسطين
لويس فلسطين فنان مصري اسباني عالمي توفي سنة 1992 بمدريد. ويعد لويس فلسطين أحد الفنانين العالميين القلائل الذين تخصصوا في فن الميدالية، وقد قضى سنوات طويلة في قراءة مخطوطات العلماء العرب القدامى مثل ابن حزم الأندلسي وابن سينا وغيرهما. ثم تخيل صورة كل منهم وصنع ميداليات لهم تعد أشهر أعماله. كذلك أشرف الفنان على تصميم ميدالية وتمثال لعميد الأدب العربي الدكتور طه حسين بمناسبة افتتاح المعهد الذي يحمل إسمه في مدريد.

## وفاته
توفي سنة 1992 بمدينة مدريد اسبانيا.